# Ruta 171 (Costa Rica)
La Ruta 171, oficialmente Ruta Nacional Secundaria 171, es una ruta nacional de Costa Rica ubicada en la provincia de Heredia.

## Descripción
En la provincia de Heredia, la ruta atraviesa el cantón de Heredia (los distritos de Heredia, San Francisco, Ulloa).